# Final Cut
För musikalbumet av Pink Floyd, se The Final Cut.
Final Cut är en serie videoredigeringsprogram utgivna av datortillverkaren Apple. De riktar sig till användare som vuxit ur Imovie. Programmen är skrivna enbart för Mac OS.
Final Cut finns i flera varianter: Final Cut Express för hemanvändare och Final Cut Pro för professionellt bruk. Dessutom finns ett programpaket med namnet Final Cut Studio.

## Final Cut Pro
Första versionen av Final Cut Pro lanserades 1998 som en fristående produkt, men sedan 2006 går programmet enbart att köpa som en del av programpaketet Final Cut Studio.

## Final Cut Pro X
Sedan 2011 går programmet under namnet Final Cut Pro X.

## Final Cut Studio
Final Cut Studio är ett samlingspaket av videoredigeringsprogram:
- Motion är ett datorprogram för grafik och animering i 3D
- Soundtrack Pro för professionell efterbehandling av ljud
- Compressor för komprimering av mediafiler
- DVD Studio Pro för skapande av DVD-skivor
- Color för professionell färgläggning och efterbehandling
- Cinema Tools för att skapa filmdatabaser
- LiveType för att skapa animerade titlar
- Apple Qmaster för automatiserade arbetsflöden